# Azoleta
Azoleta es una localidad perteneciente al municipio de Valcarlos, en la Comunidad Foral de Navarra, España. Posee 124 habitantes.

## Toponimia
El topónimo Azoleta ha aparecido de varias formas a lo largo de la historia:
- Assoleta (1756)
- Azoletako (1966)
- Azoleta (1976)
- Azoleta (1989)
- Azoleta (1996)